# Fuchsin
Fuchsin (systematische Bezeichnung nach Color Index C.I. Basic Violet 14) ist ein rotblauer kationischer Triphenylmethanfarbstoff, der in Alkohol (Ethanol) gelöst in der Mikroskopie und Histologie zum Färben verwendet wird.

## Geschichte
Fuchsin wurde 1858 von dem deutschen Chemiker August Wilhelm von Hofmann und fast zur gleichen Zeit von dem Lyoner Chemiker François-Emmanuel Verguin  (Patent, 1858) sowie von dem Polen Jakub Natanson (1856) entdeckt und nach der amerikanischen Zierpflanze Fuchsie benannt, deren blaurote Blüten einen ähnlichen Farbton aufweisen. Es war der zweite großtechnisch hergestellte Teerfarbstoff.

## Darstellung

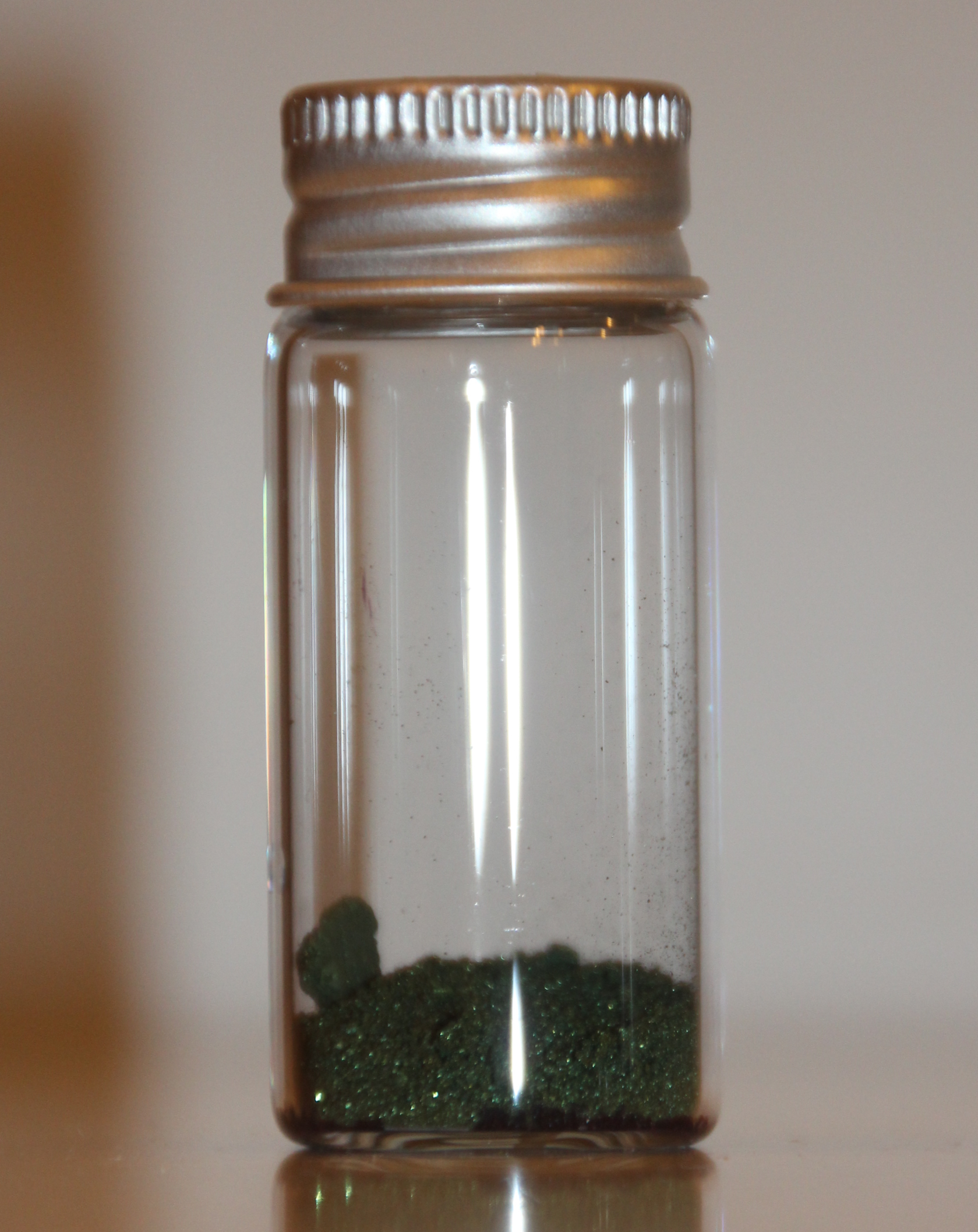
Fuchsinkristalle

Fuchsin wird durch Reaktion von 4-Aminobenzaldehyd, 4-Aminobenzylalkohol oder 4,4′-Diaminodiphenylmethan mit Anilin in Gegenwart von Oxidationsmitteln und Eisen(II)-chlorid hergestellt. Dabei entsteht außer dem Fuchsin als Verunreinigung auch Parafuchsin, welches ähnliche Eigenschaften besitzt.
Auch möglich ist die Darstellung aus Anilin, o-Toluidin, p-Toluidin und Arsensäure oder Nitrobenzol.

## Eigenschaften

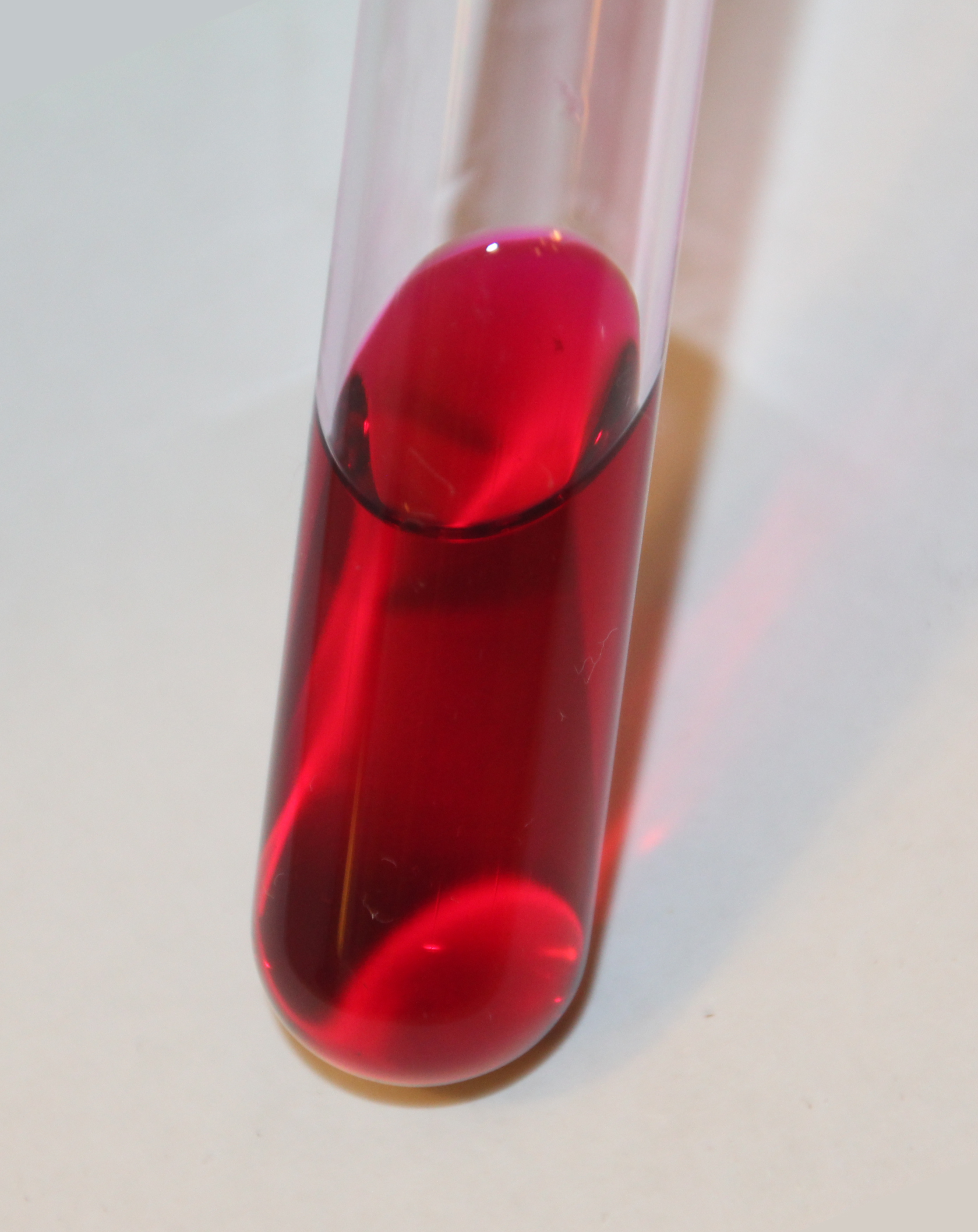
Fuchsin in wässriger Lösung

Fuchsin bildet grüngelb metallisch glänzende Kristalle, die sich in Wasser und Alkohol langsam mit intensiv roter Farbe auflösen.
Handelsübliches Fuchsin ist ein Gemisch aus Fuchsin selbst – IUPAC-Name: 4-[(4,4′-Diamino)diphenylmethylen]cyclohexa-2,5-dienylidenammoniumchlorid – und Parafuchsin {4-[(4,4′-Diamino)diphenylmethylen] -2-methylcyclohexa-2,5-dienylidenammoniumchlorid}. Sie unterscheiden sich in einer Methylgruppe und sind damit homolog.
Das Molekül stellt ein mesomeriestabilisiertes Kation dar, mit den Eigenschaften eines Cyaninfarbstoffs. Dies begründet die intensive Farbigkeit des Fuchsins. Alkoholische Fuchsin-Lösungen besitzen eine anomale Dispersion.

## Verwendung
- Fuchsin wurde lange als Färbemittel für Wolle und Leder verwendet.
- Es wird in der Feulgenschen Nuclealreaktion eingesetzt, um DNA in Zellkernen oder im Kernäquivalent von Bakterien nachzuweisen. Es kann auch zur Chromosomenfärbung verwendet werden.
- Fuchsin wirkt antimykotisch und antiseptisch bei grampositiven Bakterien, wird aber wegen des Verdachts auf Kanzerogenität weder am Menschen noch in der Veterinärmedizin eingesetzt.
- 1895 wurde Fuchsin erstmals als Auslöser für Blasenkrebs beschrieben.
- Fuchsin wurde auch in der Farbfotografie eingesetzt.
- Basisches Fuchsin wird seit den 1960er Jahren verwendet, um Mikrorisse in Knochen in vitro zu färben[5] und mit der Fluoreszenz des Farbstoffs zu identifizieren.[6]
- Fuchsin wird in der Technik zur Feststellung von Rissen in Bauteilen, z. B. Faserverbundbauteilen, verwendet.
- Aufgrund der vorhandenen offenen Restporosität in Steinzeug, die durch den "Fuchsintest" nachgewiesen werden kann, lässt sich eine klare Unterscheidung zum Porzellan hin machen.[7]
- Als Fuchsinschweflige Säure wird es als Nachweismittel für Aldehyde verwendet. Dabei wird zu der magentafarbenen Lösung von Fuchsin etwas verdünnte Schweflige Säure zugegeben, bis sich die Flüssigkeit entfärbt hat. Beim Zugeben zu einem Aldehyd färbt sich die Lösung über blau und rot zu violett.

## Externe Links zu erwähnten Verbindungen
1. ↑  Externe Identifikatoren von bzw. Datenbank-Links zu Fuchsin - freie Base:  CAS-Nr.: 3248-93-9, EG-Nr.: 221-832-2, ECHA-InfoCard: 100.019.848, PubChem: 12448, ChemSpider: 11340850, Wikidata: Q27159811.

Die in diesem Artikel angezeigten Farben sind nicht farbverbindlich und können auf verschiedenen Anzeigegeräten unterschiedlich erscheinen.

Eine Möglichkeit, die Darstellung mit rein visuellen Mitteln näherungsweise zu kalibrieren, bietet das nebenstehende Testbild (nur bei nativer Anzeigeauflösung und wenn die Seite nicht gezoomt dargestellt wird):